# Coupe de France masculine de handball 2009-2010
Navigation
Coupe de France 2008-2009 Coupe de France 2010-2011
La Coupe de France masculine de handball 2009-2010 est la 27e édition de la compétition. Elle a eu lieu du 5 septembre 2009 au 5 juin 2010, date de la finale.
Elle a vu le Montpellier Agglomération Handball conserver son titre aux dépens du Tremblay-en-France Handball. Montpellier étant qualifié pour la Ligue des champions en tant que champion de France, Tremblay-en-France est alors qualifié pour la coupe des coupes.

## Résultats

### Trente-deuxièmes de finale
Les trente-deuxièmes de finale sont largement favorables aux clubs de D2, à deux exceptions près, puisque Gonfreville l'Orcher et Valence, déjà mal embarqués dans leur championnat, ont été battus par des adversaires hiérarchiquement inférieurs.

### Seizièmes de finale
Les seizièmes de finale, marqué par l'entrée des clubs de LNH, est marqué par l'élimination de trois d'entre eux. Ainsi Créteil, dernier de D1, s’est fait piéger par Saint-Cyr, co-leader de la D2, vainqueur sur la plus petite des différences (26-25). Promu en D1, Dijon a fait les frais des anciens pensionnaires de l’élite de Sélestat (27-24). Enfin Nîmes a étonnamment chuté face à Villeurbanne (33-28). Dans le reste des rencontres Montpellier, Chambéry et Istres ont largement disposé de Montélimar, Grenoble et Corte qui évoluent en N2 et N3. Enfin, face à des formations de D2 ambitieuses, Saint-Raphaël a durci le ton contre Aix (25-38), Toulouse s’est fait quelques frayeurs face à Billère (23-25), Tremblay a contenu Nancy (25-31) et Dunkerque a pris la mesure de son voisin d’Hazebrouck (21-28).
- Billère Handball (D2) 23-25 Toulouse Handball (D1)
- Saint-Cyr Touraine (D2) 26-25 US Créteil (D1)
- Handball Hazebrouck 71 21-28 Dunkerque HGL (D1)
- Grand Nancy ASPTT 25-31 Tremblay-en-France HB (D1)
- Sélestat AHB (D2) 27-24 Dijon MHB (D1)
- Grenoble GUC (N2) 21-39 Chambéry Savoie HB (D1)
- Villeurbanne HA (D2)	33-28 USAM Nîmes Gard (D1)
- Montélimar (N2) 22-39 Montpellier AHB (D1)
- Pays d'Aix UC (D2) 25-38 Saint-Raphaël VHB (D1)
- HBC Corte (N3) 22-33 Istres OPH (D1)

Les résultats suivants ne sont pas connus précisément :
- US Saintes (D2) ??-?? Aurillac HCA (D1)
- HBC Gien Loiret ou du Lanester Handball (tous deux N1) ??-?? HBC Nantes (D1)
- Saint-Marcel Vernon (N1) ??-?? OC Cesson (D1)
- ES Nanterre (N1) ??-?? US Ivry (D1)

### Tableau final
|  | Huitièmes de finale        | Huitièmes de finale   |                       |    | Quarts de finale | Quarts de finale |  |  | Demi-finales | Demi-finales |  |  | Finale        | Finale        |
|  | Huitièmes de finale        | Huitièmes de finale   |                       |    | Quarts de finale | Quarts de finale |  |  | Demi-finales | Demi-finales |  |  | Finale        | Finale        |
|  |                            |                       |                       |    |                  |                  |  |  |              |              |  |  |               |               |
|  | 6 mars 2010                | 6 mars 2010           |                       |    | 16 avril 2010    | 16 avril 2010    |  |  | 12 mai 2010  | 12 mai 2010  |  |  | 5 juin 2010 à | 5 juin 2010 à |
|  | 6 mars 2010                | 6 mars 2010           |                       |    | 16 avril 2010    | 16 avril 2010    |  |  | 12 mai 2010  | 12 mai 2010  |  |  | 5 juin 2010 à | 5 juin 2010 à |
|  | Istres OPH                 | 34                    |                       |    | 16 avril 2010    | 16 avril 2010    |  |  | 12 mai 2010  | 12 mai 2010  |  |  | 5 juin 2010 à | 5 juin 2010 à |
|  | Istres OPH                 | 34                    |                       |    | 16 avril 2010    | 16 avril 2010    |  |  | 12 mai 2010  | 12 mai 2010  |  |  | 5 juin 2010 à | 5 juin 2010 à |
|  | Aurillac HCA               | 20                    |                       |    | 16 avril 2010    | 16 avril 2010    |  |  | 12 mai 2010  | 12 mai 2010  |  |  | 5 juin 2010 à | 5 juin 2010 à |
|  | Aurillac HCA               | 20                    | Istres OPH            | 28 |                  |                  |  |  | 12 mai 2010  | 12 mai 2010  |  |  | 5 juin 2010 à | 5 juin 2010 à |
|  | 5 mars 2010                |                       | Istres OPH            | 28 |                  |                  |  |  | 12 mai 2010  | 12 mai 2010  |  |  | 5 juin 2010 à | 5 juin 2010 à |
|  |                            | Paris Handball (D2)   | 33                    |    |                  |                  |  |  | 12 mai 2010  | 12 mai 2010  |  |  | 5 juin 2010 à | 5 juin 2010 à |
|  | Paris Handball (D2)        | Paris Handball (D2)   | 33                    | 33 |                  |                  |  |  | 12 mai 2010  | 12 mai 2010  |  |  | 5 juin 2010 à | 5 juin 2010 à |
|  | Paris Handball (D2)        | 10 avril 2010         |                       | 33 |                  |                  |  |  | 12 mai 2010  | 12 mai 2010  |  |  | 5 juin 2010 à | 5 juin 2010 à |
|  | Toulouse Handball          | 25                    |                       |    |                  |                  |  |  | 12 mai 2010  | 12 mai 2010  |  |  | 5 juin 2010 à | 5 juin 2010 à |
|  | Toulouse Handball          | 25                    | Paris Handball (D2)   | 26 |                  |                  |  |  |              |              |  |  | 5 juin 2010 à | 5 juin 2010 à |
|  | 3 mars 2010                |                       | Paris Handball (D2)   | 26 |                  |                  |  |  |              |              |  |  | 5 juin 2010 à | 5 juin 2010 à |
|  |                            | Montpellier AHB       | 49                    |    |                  |                  |  |  |              |              |  |  | 5 juin 2010 à | 5 juin 2010 à |
|  | Montpellier AHB            | Montpellier AHB       | 49                    | 38 |                  |                  |  |  |              |              |  |  | 5 juin 2010 à | 5 juin 2010 à |
|  | Montpellier AHB            | 12 mai 2010           |                       | 38 |                  |                  |  |  |              |              |  |  | 5 juin 2010 à | 5 juin 2010 à |
|  | Villeurbanne HA (D2)       | 18                    |                       |    |                  |                  |  |  |              |              |  |  | 5 juin 2010 à | 5 juin 2010 à |
|  | Villeurbanne HA (D2)       | 18                    | Montpellier AHB       | 33 |                  |                  |  |  |              |              |  |  | 5 juin 2010 à | 5 juin 2010 à |
|  | 5 mars 2010                |                       | Montpellier AHB       | 33 |                  |                  |  |  |              |              |  |  | 5 juin 2010 à | 5 juin 2010 à |
|  |                            | Dunkerque HGL         | 23                    |    |                  |                  |  |  |              |              |  |  | 5 juin 2010 à | 5 juin 2010 à |
|  | Dunkerque HGL              | Dunkerque HGL         | 23                    | 27 |                  |                  |  |  |              |              |  |  | 5 juin 2010 à | 5 juin 2010 à |
|  | Dunkerque HGL              | 11 avril 2010         |                       | 27 |                  |                  |  |  |              |              |  |  | 5 juin 2010 à | 5 juin 2010 à |
|  | OC Cesson                  | 22                    |                       |    |                  |                  |  |  |              |              |  |  | 5 juin 2010 à | 5 juin 2010 à |
|  | OC Cesson                  | 22                    | Montpellier AHB       | 33 |                  |                  |  |  |              |              |  |  |               |               |
|  | 6 mars 2010                |                       | Montpellier AHB       | 33 |                  |                  |  |  |              |              |  |  |               |               |
|  |                            | Tremblay-en-France HB | 25                    |    |                  |                  |  |  |              |              |  |  |               |               |
|  | Tremblay-en-France HB      | Tremblay-en-France HB | 25                    | 35 |                  |                  |  |  |              |              |  |  |               |               |
|  | Tremblay-en-France HB      |                       |                       | 35 |                  |                  |  |  |              |              |  |  |               |               |
|  | Sélestat AHB (D2)          | 28                    |                       |    |                  |                  |  |  |              |              |  |  |               |               |
|  | Sélestat AHB (D2)          | 28                    | Tremblay-en-France HB | 36 |                  |                  |  |  |              |              |  |  |               |               |
|  | 6 mars 2010                |                       | Tremblay-en-France HB | 36 |                  |                  |  |  |              |              |  |  |               |               |
|  |                            | Saint-Raphaël VHB     | 32                    |    |                  |                  |  |  |              |              |  |  |               |               |
|  | Saint-Raphaël VHB          | Saint-Raphaël VHB     | 32                    | 29 |                  |                  |  |  |              |              |  |  |               |               |
|  | Saint-Raphaël VHB          | 11 avril 2010         |                       | 29 |                  |                  |  |  |              |              |  |  |               |               |
|  | HBC Nantes                 | 22                    |                       |    |                  |                  |  |  |              |              |  |  |               |               |
|  | HBC Nantes                 | 22                    | Tremblay-en-France HB | 28 |                  |                  |  |  |              |              |  |  |               |               |
|  | 5 mars 2010                |                       | Tremblay-en-France HB | 28 |                  |                  |  |  |              |              |  |  |               |               |
|  |                            | Chambéry Savoie HB    | 27                    |    |                  |                  |  |  |              |              |  |  |               |               |
|  | Saint-Cyr Touraine (D2)    | Chambéry Savoie HB    | 27                    | 36 |                  |                  |  |  |              |              |  |  |               |               |
|  | Saint-Cyr Touraine (D2)    |                       |                       | 36 |                  |                  |  |  |              |              |  |  |               |               |
|  | Mainvilliers Chartres (D2) | 34                    |                       |    |                  |                  |  |  |              |              |  |  |               |               |
|  | Mainvilliers Chartres (D2) | 34                    | St-Cyr Touraine (D2)  | 27 |                  |                  |  |  |              |              |  |  |               |               |
|  | 10 mars 2010               |                       | St-Cyr Touraine (D2)  | 27 |                  |                  |  |  |              |              |  |  |               |               |
|  |                            | Chambéry Savoie HB    | 30                    |    |                  |                  |  |  |              |              |  |  |               |               |
|  | US Ivry                    | Chambéry Savoie HB    | 30                    | 25 |                  |                  |  |  |              |              |  |  |               |               |
|  | US Ivry                    |                       |                       | 25 |                  |                  |  |  |              |              |  |  |               |               |
|  | Chambéry Savoie HB         | 27                    |                       |    |                  |                  |  |  |              |              |  |  |               |               |
|  | Chambéry Savoie HB         | 27                    |                       |    |                  |                  |  |  |              |              |  |  |               |               |

### Finale
Tenant la dragée haute au Champion de France pendant les 15 premières minutes (8-8), le Tremblay-en-France Handball a ensuite craqué, payant ses débauches d’énergies et ses nombreuses exclusions temporaires. Le Montpellier Agglomération HB a ainsi porté l’estocade dans les dernières minutes de la première mi-temps (21-14, 30e). En deuxième mi-temps, Montpellier, implacable, maintient son écart (23-16, 37e) sous la houlette d’un Michaël Guigou magistral (9/11). Si les Franciliens reviendront un peu au score (25-20, 45e et 27-23 score final), jamais les Héraultais n'auront vraiment été inquiétés.
| 5 juin 2010 19h00 | Montpellier Agglomération HB | 27 - 23 | Tremblay-en-France HB | Stade Pierre-de-Coubertin Paris Affluence : 4 000 Arbitrage : Charlotte et Julie Bonaventura |
| 5 juin 2010 19h00 | Michaël Guigou 9             | (21-14) | ?                     | Stade Pierre-de-Coubertin Paris Affluence : 4 000 Arbitrage : Charlotte et Julie Bonaventura |
| 5 juin 2010 19h00 | Handzone                     |         |                       | Stade Pierre-de-Coubertin Paris Affluence : 4 000 Arbitrage : Charlotte et Julie Bonaventura |

## Vainqueur final
| Coupe de France masculine 2009-2010 Montpellier Agglomération Handball (10e coupe de France) |